# Beni Baningime
Beni Tangama Baningime (* 9. September 1998 in Kinshasa) ist ein kongolesischer Fußballspieler, der aktuell bei Heart of Midlothian unter Vertrag steht.

## Karriere
Beni Baningime schloss sich im Alter von neun Jahren der Jugendabteilung des FC Everton an, der ihn zu einem zentralen Mittelfeldspieler ausbildete. Er durchlief die Altersklassen der Nachwuchsmannschaften bis hinauf in die U-23-Auswahl, mit der er 2017 die Premier League 2 gewann. Im Verlauf der Saison 2017/18 beförderte ihn Evertons ehemaliger Interimscheftrainer David Unsworth nach der Entlassung von Ronald Koeman in den Profikader. Er bestritt am 29. Oktober 2017 sein erstes Spiel in der höchsten englischen Spielklasse in der zweiten Halbzeit gegen Leicester City (0:2) und nach einem weiteren Auftritt in der Europa League gegen Olympique Lyon (0:3) stand er beim 3:2-Sieg gegen den FC Watford erstmals in der Premier League in der Startelf – alles innerhalb einer Woche. Im Januar 2018 unterzeichnete Baningime unter dem neuen Trainer Sam Allardyce einen neuen Vierjahresvertrag bei den „Toffees“ und bis zum Ende der Spielzeit bestritt der Neuling insgesamt elf Pflichtspiele. Überzeugt hatte er im zentralen Mittelfeld durch seine Stärken im Spielaufbau, beim Passen sowie in der Ausdauerfähigkeit, wodurch er mit Idrissa Gueye und N’Golo Kanté verglichen wurde.
Als im Sommer 2018 Marco Silva wiederum Allardyce nachfolgte, war Baningime weiter im erweiterten Kader der ersten Mannschaft. Eine Knöchelverletzung in der Sommervorbereitung sorgte jedoch für eine Zwangspause bis Ende Oktober. Es folgte ein Leihgeschäft mit dem Zweitligisten Wigan Athletic, das Baningime im weiteren Verlauf der Saison 2018/19 Spielpraxis bringen sollte. Die Hoffnung erfüllte sich nicht, denn nach nur einem Einsatz im Februar 2019 gegen Rotherham United (1:1) blieb er bis zu seiner Rückkehr nach Everton im Mai unberücksichtigt. Nachdem er jedoch auch bei der ersten Mannschaft von Everton nicht zum Einsatz gekommen und nur in der Reservemannschaft eingesetzt worden war, wurde er an Derby County verliehen.
Baningime ist gleichsam potentiell für die englische als auch die kongolesische Nationalmannschaft spielberechtigt.